# Менгельберг, Миша
Миша (Михаил Карлович) Менгельберг (нидерл. Misha Mengelberg; 5 июня 1935, Киев, Украинская ССР — 3 марта 2017) — нидерландский джазовый пианист и композитор. Лауреат Международного конкурса Гаудеамус (1961). Один из ведущих европейских исполнителей фри-джаза.

## Биография
Родился в семье дирижёра Карела Менгельберга, племянника Виллема Менгельберга. Изучал архитектуру, с 1958 по 1964 год учился в Королевской консерватории Гааги. В то же время стал лауреатом джазового фестиваля в Loosdrecht. Его ранние работы находились под влиянием таких музыкантов как Телониус Монк, Дюк Эллингтон, Джон Кейдж.
Сотрудничал и выступал со многими известными музыкантами, среди которых Дерек Бейли, Петер Брётцман, Эрик Долфи, Эван Паркер, Энтони Брэкстон. В 1967 году вместе с Виллемом Брёкером и Ханом Беннинком составил костяк авангардного ансамбля Instant Composers Pool.